# I denti della tigre (film)
I denti della tigre (The Teeth of the Tiger) è un film muto del 1919 diretto da Chester Withey.
Ambientato a New York, ha come protagonista il personaggio di Arsenio Lupin, qui interpretato da David Powell, ritirato a vita privata sotto falso nome.

## Trama

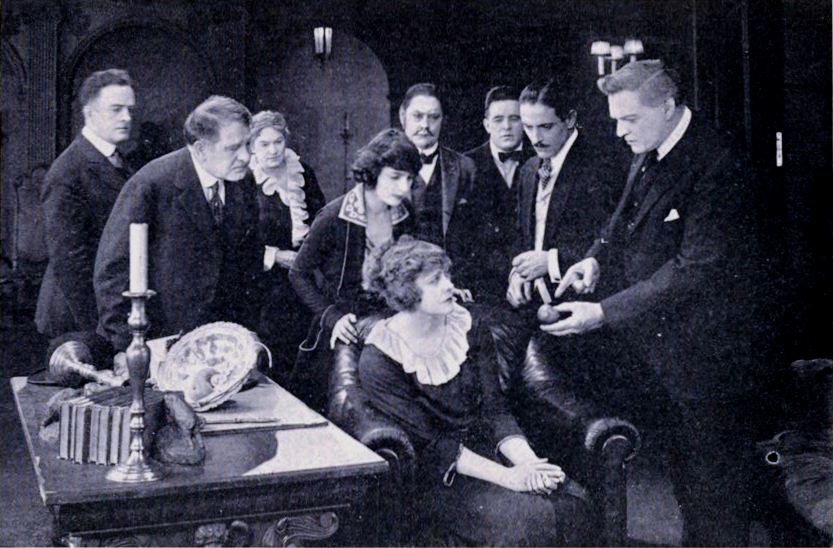
Myrtle Stedman (seduta al centro) tra Marguerite Courtot e David Powell (in piedi con i baffi)

Quando Henry Forbes, un ricco invalido, si trova in pericolo, per la sua protezione si attivano l'amico Paul Sernine e il detective Alexandre Mazeroux. In realtà, i due sono entrambi ex criminali e, sotto i panni di Sernine, tranquillo gentiluomo, si nasconde addirittura il celebre Arsenio Lupin, ormai ritiratosi a vita privata. Nonostante la loro vigilanza, Forbes viene assassinato e la polizia di New York insieme all'investigatore francese Jabot, mette tra i sospettati Paul, la vedova Marie Forbes, il suo amante Gordon Savage e Florence Chandler, la segretaria che Forbes ha messo nel suo testamento come erede.
In realtà, il vero assassino è il dottor Varney, il medico curante della vittima. L'omicida viene smascherato da Paul che non solo gli impedisce di far saltare per aria la casa, ma che, nel contempo, riesce anche a conquistare l'amore di Florence.

## Produzione
Il film fu prodotto dalla Famous Players-Lasky Corporation.
Il ruolo di Florence Chandler era stato affidato in origine all'attrice Anna Lehr che, ammalatasi, venne sostituita a metà delle riprese da Marguerite Courtot.
Millard Webb lavor in qualità di assistente alla regia.

## Distribuzione
Il copyright del film, richiesto dalla Famous Players-Lasky Corp., fu registrato il 20 settembre 1919 con il numero LP14206.
Distribuito dalla Famous Players-Lasky Corporation, uscì nelle sale cinematografiche statunitensi il 2 novembre 1919 presentato da Adolph Zukor.